# Задибський заказник
Зади́бський — ботанічний заказник місцевого значення в Україні. Об'єкт розташований на території Ковельського району Волинської області, на південь і південний схід від села Зелена. 
Площа 309 га. Статус присвоєно згідно з рішенням Волинської обласної ради народних депутатів від 31.10.1991 року № 226. Перебуває у віданні філії «Ковельське лісове господарство», Зеленівське лісництво, кв. 22, 24, 30. 
Статус присвоєно для збереження двох частин лісового масиву з високобонітетними насадженнями сосни звичайної з домішкою берези повислої віком близько 100 років.
У підліску зростають крушина ламка, горобина звичайна, у трав'яному покриві - конвалія травнева, валеріана дводомна, звіробій звичайний, медунка лікарська, плаун булавоподібний. Трапляються рідкісні види, занесені до Червоної книги України: лілія лісова, зозулині черевички справжні.

## Галерея

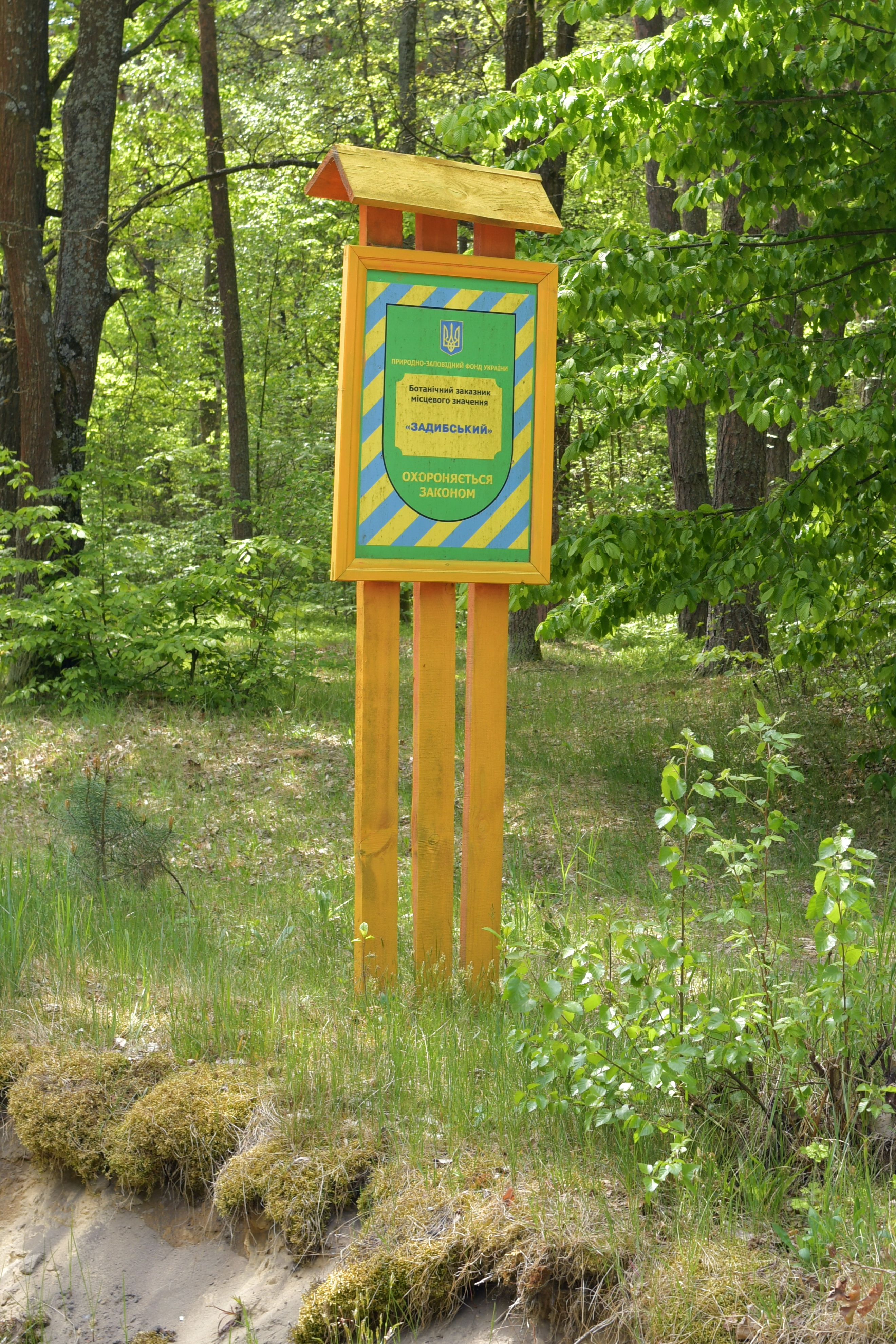
Охоронна дошка
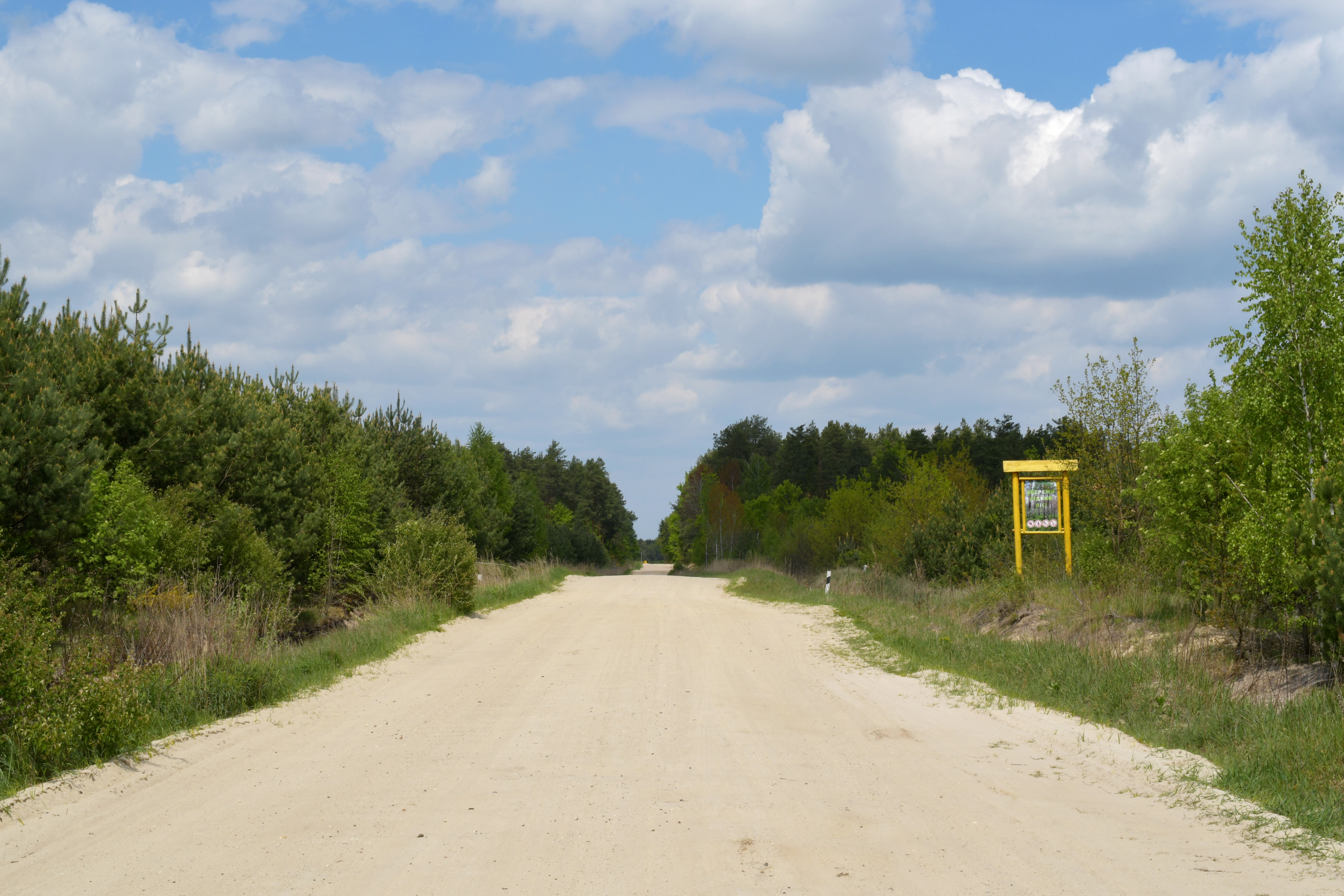
Вигляд з дороги (квартал №22)
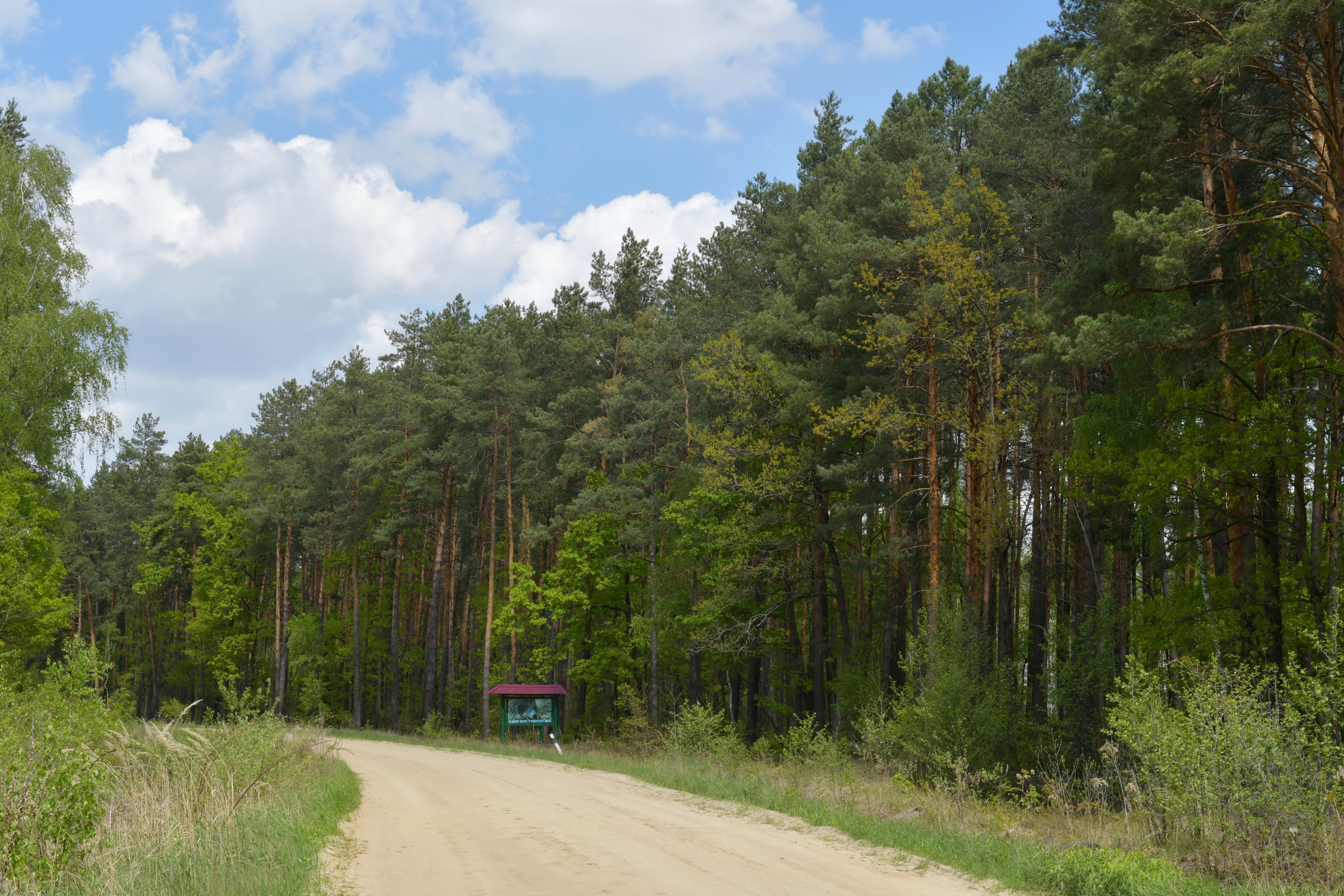
Вигляд з дороги (квартал №30)
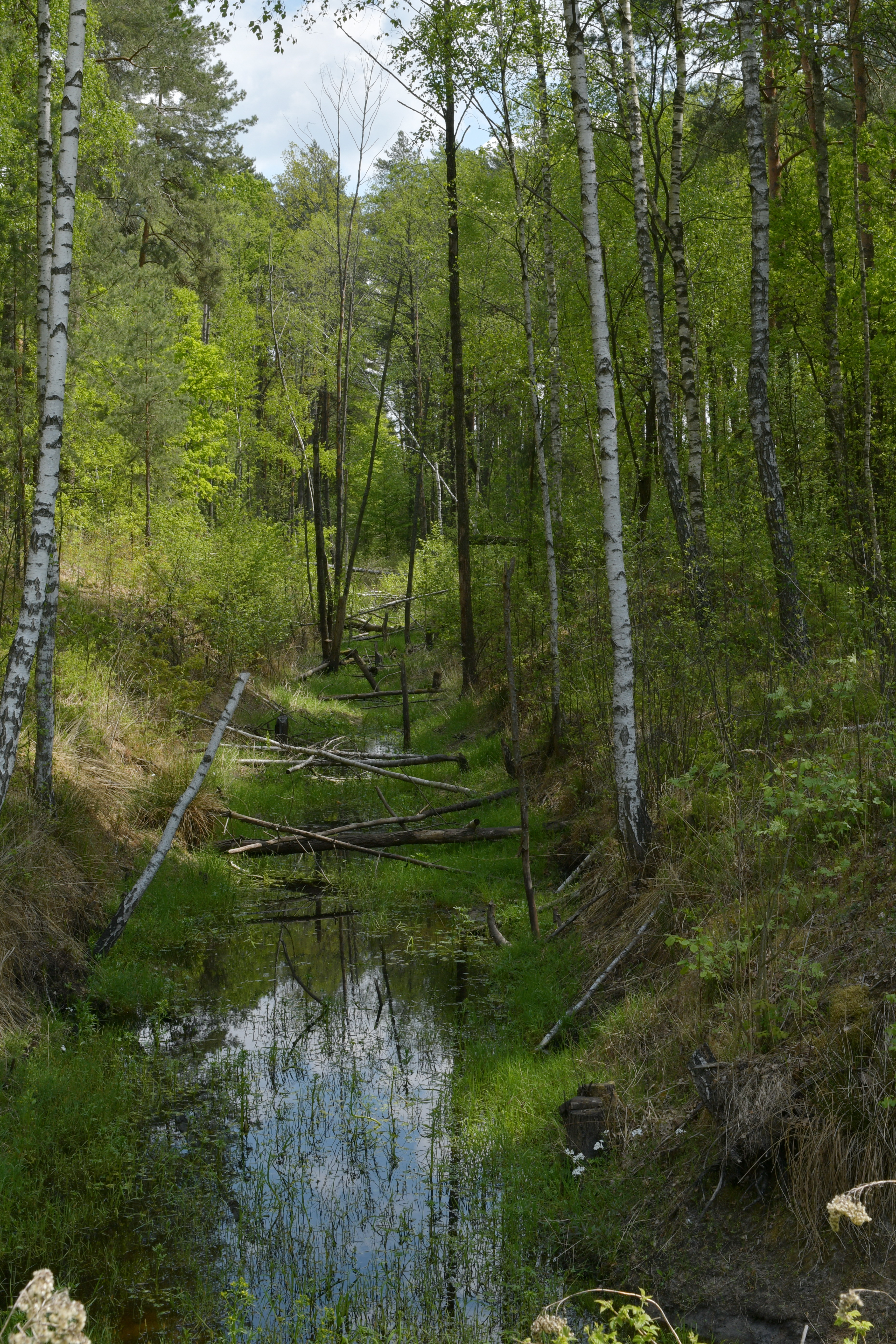
Вигляд з дороги на канал (квартал №30)
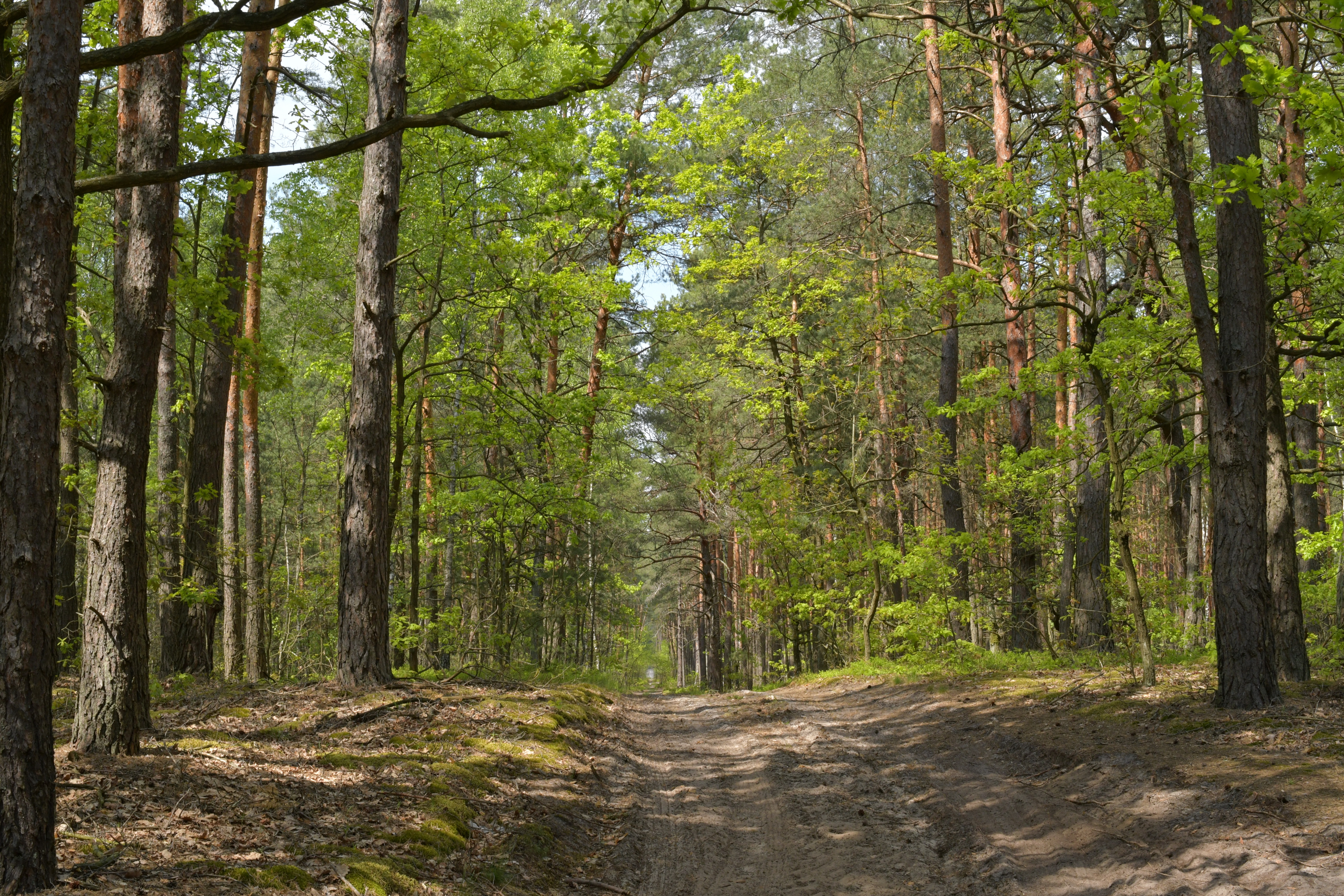
Лісова дорога